# 佐佐木健介
佐佐木健介（日语：／ Sasaki Kensuke，1966年8月4日—）日本男性職業摔角選手，福岡縣福岡市人，畢業於東福岡高中。他是史上第一位在日本三大職業摔角團體（新日本、全日本、NOAH）中都拿過重量級單打冠軍的選手，現已引退。他的妻子是日本女摔中，號稱「危險女王」的女摔危險人物北斗晶。目前夫妻倆成為藝人，偶爾上上節目。

## 經歷、戰績

### 日本職業摔角聯盟～新日本職業摔角聯盟時代
佐佐木健介在就讀福岡市立花畑中學時就開始練柔道。由於崇拜長州力，健介畢業後即在1985年6月便加入日本職業摔角聯盟，1986年2月和笹崎伸司一戰中出道。1987年6月進入新日本職業摔角。 
佐佐木在1997年奪下第30代IWGP雙打冠軍（搭檔為長州力），同年8月首度稱霸G1 Climax，之後再度奪下第32代IWGP雙打冠軍（搭檔為山崎一夫），又打敗橋本真也成為第20代IWGP重量級冠軍，成為新日本職業摔角史上頭一位達成奪下三大主要冠軍頭銜的選手，成為另類三冠王紀錄的選手。2000年也從天龍源一郎身上奪下第2次IWGP重量級冠軍，又在該年達成G1 Climax優勝等戰績讓他並列90年代最具代表性的摔角手之一。

### WJ時代
2002年11月，健介在與新日本交涉和鈴木實對戰一事的過程中，對新日本感到不信任感而辭職，並跳槽到以長州力為中心所創立的WJ職業摔角聯盟。在觀眾不捧場、資金不足、有力選手相繼離去的困境中，健介仍於2003年7月舉行的WMG（World Magma the Greatest，WJ的單打冠軍腰帶）初代王者淘汰賽中勝出，9月也參加了X-1比賽。奮戰不懈地努力下，WJ仍無力回天，健介只好也退團離去。健介和長州力也因退團以及債務問題，導致兩人關係開始疏遠。

## 轉為自由選手後
2003年12月退出WJ後健介就一直以自由選手身分進行比賽，也在位於琦玉縣的自家中成立健介辦公室，經營選手經紀、培養等摔角相關業務。妻子北斗晶在健介轉為自由籍後就擔任起經紀人一職，致力於為他作宣傳。健介的參賽從全日本、新日本等主流團體一直到DDT等非主流團體，範圍十分廣泛。
健介在自己固有的風格上加入了示威動作，和「鬼妻」北斗晶、「義子」中嶋勝彦組成「健介家庭」，甚至還將自己怕老婆的個性表露出來，和觀眾們的互動也加深了。與Bob Sapp等巨型摔角手打出許多經典比賽，一改過去在新日本時代所給人嚴肅又不苟言笑的形象。2004年獲得職業摔角大獎最佳選手獎，主要原因是健介當年從藤田和之手上奪下IWGP重量級冠軍。
2005年7月18日，健介在NOAH東京巨蛋大會對小橋建太的比賽中，兩人之間展開了一場不平常的逆水平劈擊大戰；佐佐木受到現場NOAH觀眾的大力聲援，而此戰也被職業摔角大獎選為年度最佳比賽。
2005年12月14日，健介辦公室宣佈將成立股份有限公司。2006年2月11日健介辦公室為紀念健介出道20周年首次舉辦比賽，在全日本職業摔角聯盟的協助下在後樂園會館開賽，壓軸賽健介首度和小橋搭檔，與中島勝彥、天龍源一郎進行雙打賽。 
健介為了在2007年8月26日舉辦的三冠重量級冠軍戰打敗冠軍鈴木實，開發了新必殺技「King Buster」、「Strangle Hold Z」。在經過42分鐘的激戰後，健介以「金臂勾」擊敗永遠的宿敵鈴木實，首度成為三冠王者。
2008年9月6日，佐佐木擊敗NOAH的森嶋猛拿到GHC重量級冠軍腰帶，成為史上第一位在日本三大職業摔角團體（新日本、全日本、NOAH）都拿過重量級單打冠軍的選手。
2014年2月11日，與「義子」中嶋勝彦對戰賽後，現場發言感謝觀眾多年的支持。2月13日召開正式記者會宣布引退。

## 其它
佐佐木健介與妻子北斗晶於1995年10月1日結婚，現在兩人育有兩個兒子。他的必殺技之一「北斗光彈」便是由北斗所傳授的招式，而他也曾傳授給北斗「Strangle Hold γ」。兩人常連袂參加各電視節目。

## 拿手招式
健介在新日本時代吸取師父長州力的技巧，戰鬥風格形成典型的威力型選手。轉為自由籍後技巧變得更為廣泛，例如會使用角柱上飛躍而下等華麗的招式，以及借用身體柔軟度的技巧。
逆水平劈擊
健介強力打法中的基本招式。他利用千錘百鍊後的手刀著實打向對手，會讓對方的胸口紅腫，所發出爆破般的音效也讓觀眾著迷。鈴木實曾評價說：「我所受過的「最痛逆水平劈擊排行榜」前三名中，就有他和小橋」。
金臂勾
將極粗的手臂打橫後一直線朝對手的胸口或喉頭打去的緣故，體重較輕的選手被擊中後，可能會翻滾一圈。
北極光原爆（北斗原爆）
將被180度翻轉的對手的腦門垂直撞擊在擂台上，是他破壞力最大、危險度最高的招式，這一招由妻子北斗晶所傳授。北斗和其他選手使用這招時會以翻摔的姿勢落下，而佐佐木則是以垂直方式落下。
火山爆發
據說健介是以基拉韋厄火山為靈感，以北斗原爆為基礎的招式。2001年1月在奪下夏威夷HCW重量級冠軍一戰時首度公開此招式，同年3月挑戰天山廣吉的IWGP重量級冠軍時則是首度在日本使用，於2004年9月淺間山爆發時宣布從此停用。
王牌
2006年4月為了連霸「冠軍嘉年華」而開發的招式。以美式足球的方式衝撞對手後順勢使出上擊式肘擊。至於名稱的由來，是因為健介想把此招當作他的王牌。
逆過肩摔
以與過肩摔時相反角度的方式抓住對手手臂後將之摔倒的招式。對手很難受身，一不小心便會導致肩膀脫臼或是腦門直接落地的狀況。常假裝要將對手甩向繩圈的假動作後使出。
炸彈翻摔
抱起由繩圈反彈後跑回來的對手，順勢摔向擂台的招式。
龍捲風炸彈摔
抓住對手的單腳後抬到頭頂再摔下的炸彈摔。
顏面粉碎技
將對手扔向角柱，同時衝向前抓住對手的後腦，順勢用力往地板壓下使其臉部砸向地板的招式。
飛踢
雪崩式頭腳剪翻摔
猛虎原爆
飛龍原爆
Strangle Hold
成為佐佐木代名詞的獨創招式，目前只會使用γ。
α -壓住對手的一隻手臂，用雙腿夾住對手的頭部上下再使勁絞緊的招式。 
β -讓對手以趴著的姿勢使出的Strangle Hold α。 
γ -佐佐木利用自己的雙腿使出的折翼固定。 
Ζ -對鈴木實一戰所開發的招式，目前尚未使用過一切細節仍不明。 
蠍式固定
由長州親自傳授，兩人決裂後便不再使用。
監獄固定
從馬沙·齋藤學得的招式。雖是壓制住對手的下半身並將他的雙腳固定住的招式，但他也會用雙手抱住對手形成鎖雙臂纏頸，或是等對手起身後再用逆水平攻擊。
過肩摔後逆十字固定法
過肩摔後對手臂採取逆十字固定。
STK
2001下半年海外格鬥技武者修行回歸新日本後，因應小川直也的STO(Space Tornado Ogawa)，健介所開發出的招式，此招式常用於2001~2002年間。
拳擊
90年代後期至2000年初期，比賽不定時使用，因職業摔角比賽使用拳擊招式是違反規則，通常使用時機為瞬間性攻擊。

## 佐佐木健介的分身
除了以本人的身份之外，佐佐木還曾以其他不同的角色上場，其中最具代表性的就是「威力勇士」。 
1992年在美國遠征中的佐佐木受到公路戰士（Road Warriors）團體中的「神鷹勇士」邀請，以「威力勇士」為名合組雙打搭檔，同年11月9日在明尼亞波利斯的一場小型比賽中首次登場；首次於日本亮相則是在11月23日的新日本兩國國技館大會。成立之後很快就打敗史考特·諾頓（Scott Norton）與東尼·哈爾姆（Tony Halme）的隊伍而奪下IWGP雙打冠軍。「威力勇士」在到1993年8月被擊敗為止共計獲得40連勝，創下職業摔角界最多連勝紀錄。「威力勇士」和「神鷹勇士」的搭檔經過觀眾票選後定名為「地獄召集者」（Hell Raisers），是1990年代新日本具代表性的雙打搭檔之一。 
「威力勇士」在1997年與2000年單槍匹馬與Great Muta的對戰中，也曾使用過Muta的得意招式「毒霧」。 
佐佐木在轉為自由籍後摔角的層面更廣，在夏威夷遠征時以將軍造型「佐佐木」（Kensuke）登場。還有只在鬥龍門JAPAN／DRAGON GATE中登場，佐佐木以「博多出生的美國人」角色亮相的佛羅里達兄弟的一員「KENSUKI佐佐木」、只限定在陸奧職業摔角聯盟中登場的『Mask Do Volcano』等這些分身在擂台上發揮出完全不同於平常的戰鬥方式。 
佐佐木封印已久的「威力勇士」，在2007年9月1日和Eldorado的近藤修司＆"brother"YASSHI對戰時重出江湖。Eldorado也以和佐佐木相同扮相登場，實現勇士間的對決。

## 相關資料
- 健介辦公室
- 部落格